# Tổng tuyển cử Serbia 1989
Cuộc tổng tuyển cử được tổ chức tại Serbia vào ngày 12 tháng 11 năm 1989 để bầu ra Tổng thống Cộng hòa Xã hội chủ nghĩa Serbia và các đại biểu Quốc hội CHXHCN Serbia. Bỏ phiếu bầu cử đại biểu cũng diễn ra vào ngày 10 và 30 tháng 11 năm 1989. Ngoài cuộc tổng tuyển cử, các cuộc bầu cử địa phương cũng được tổ chức đồng thời. Đây là cuộc bầu cử trực tiếp đầu tiên tại Serbia kể từ sau Chiến tranh thế giới thứ hai.
Cuộc bầu cử diễn ra trước sự nổi lên của Slobodan Milošević, sau khi ông được bầu làm Chủ tịch Liên đoàn những người Cộng sản Serbia (SKS) năm 1986, và lật đổ cố vấn của mình, Ivan Stambolić, và các đồng minh của Stambolić ra khỏi các vị trí chủ chốt vào năm 1987. Milošević bắt đầu cuộc cách mạng chống quan liêu và sửa đổi Hiến pháp Serbia năm 1988. Sau khi Milošević được bổ nhiệm vào vị trí Tổng thống Cộng hòa XHCN Serbia vào tháng 5 năm 1989, các cuộc bầu cử tổng thống và quốc hội được công bố vào tháng 11 năm 1989.
Milošević, Mihalj Kertes, Zoran Pjanić và Miroslav Đorđević là các ứng cử viên trong cuộc bầu cử tổng thống. Milošević cuối cùng đã giành chiến thắng long trời lở đất. SKS giành được 303 ghế, giảm 20 ghế so với cuộc bầu cử năm 1986, và 37 cá nhân phi đảng phái khác giành được số ghế còn lại trong Quốc hội. Liên đoàn những người Cộng sản Nam Tư giải tán vào tháng 1 năm 1990, và sau cuộc trưng cầu dân ý vào tháng 7 năm 1990, Serbia đã thông qua hiến pháp mới thực hiện chế độ đa đảng và giảm bớt quyền lực của các tỉnh tự trị Kosovo và Vojvodina. Cuộc bầu cử đa đảng đầu tiên sau đó được tổ chức vào tháng 12 năm 1990.

## Bối cảnh

### Sau Chiến tranh thế giới thứ hai
Sau Chiến tranh thế giới thứ hai, Đảng Cộng sản củng cố quyền lực ở Nam Tư, biến đất nước này thành một nhà nước xã hội chủ nghĩa. Mỗi nước cộng hòa cấu thành đều có Đảng Cộng sản riêng, trong đó Serbia có Đảng Cộng sản Serbia. Đảng Cộng sản liên bang đổi tên thành Liên đoàn những người Cộng sản Nam Tư (SKJ) tại Đại hội thứ 6 năm 1952. Các chi bộ cũng làm theo, và Đảng Cộng sản Serbia đổi tên thành Liên đoàn những người Cộng sản Serbia (SKS). Josip Broz Tito là chủ tịch của SKJ cho đến khi ông chết năm 1980.
Sau cái chết của Tito, Nam Tư phải đối mặt với các vấn đề liên quan đến kinh tế, các vấn đề về hiến pháp và nguy cơ chủ nghĩa dân tộc sắc tộc trỗi dậy. Nam Tư ban đầu thực hiện các biện pháp thắt lưng buộc bụng để giảm nợ. Dù vậy, nợ, lạm phát và thất nghiệp vẫn gia tăng mạnh vào những năm 1980. Theo nhà báo Zlatoje Martinov, các nước cộng hòa cấu thành đã "mạnh mẽ hơn và trên thực tế trở thành các quốc gia có lực lượng vũ trang của riêng họ" (sve više jačaju i predstavljaju faktičke države sa sopstvenim oružanim snagama) vì các cuộc khủng hoảng. Martinov cũng nói rằng quá trình giải thể dần dần Nam Tư đang diễn ra. Sau cuộc bầu cử quốc hội năm 1986, Desimir Jevtić được bầu làm Thủ tướng Serbia.

### Sự nổi lên của Slobodan Milošević

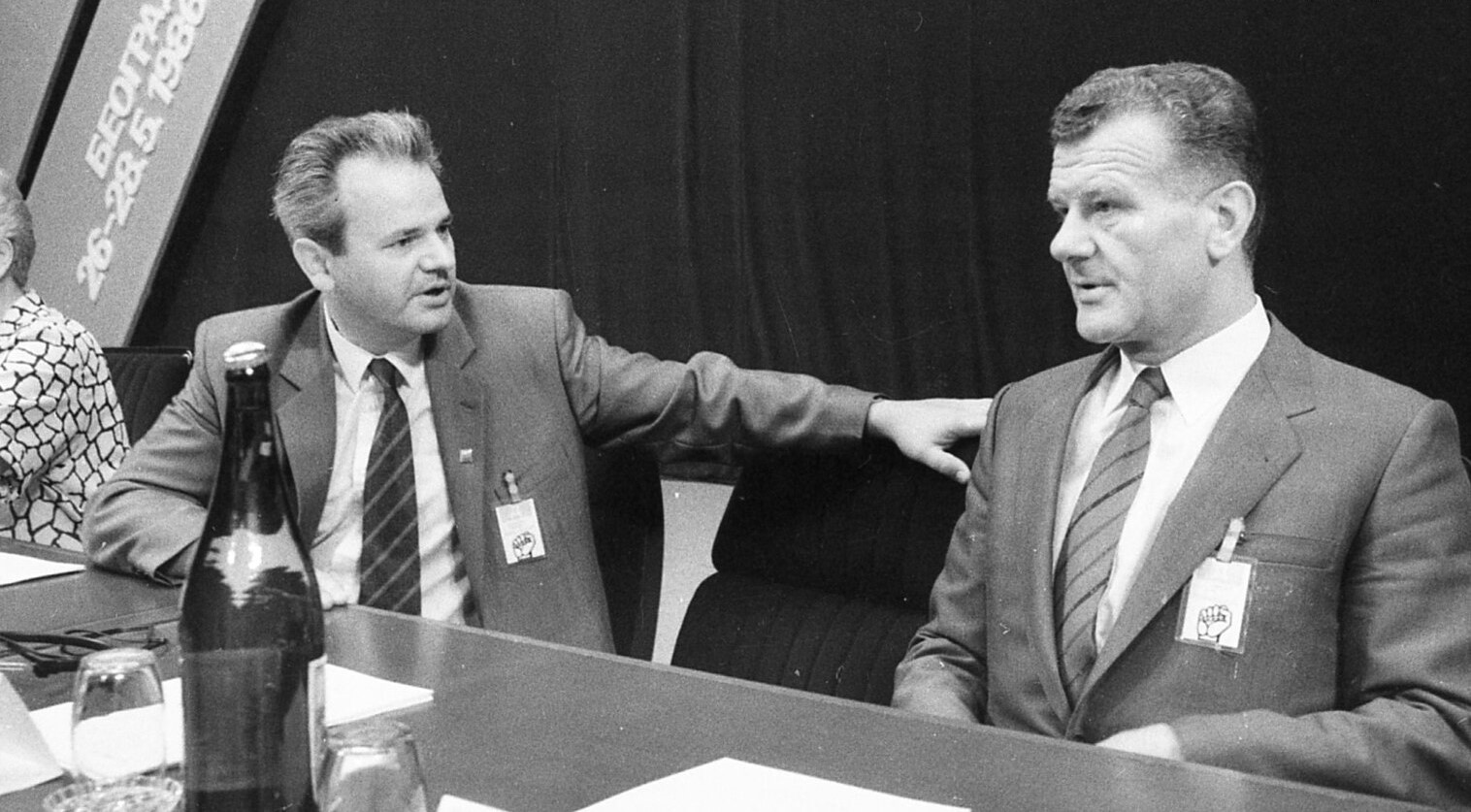
Slobodan Milošević (trái) lên nắm quyền sau khi loại bỏ Ivan Stambolić (phải) và đồng minh của ông ta khỏi các vị trí chủ chốt vào năm 1987

Ivan Stambolić, Chủ tịch Ủy ban Thành phố của Liên đoàn những người Cộng sản Beograd, được bầu làm Chủ tịch SKS năm 1984. Stambolić được coi là một người theo chủ nghĩa tự do và chủ nghĩa cải lương trong SKS. Ông là cố vấn của Slobodan Milošević, và là đồng nghiệp tại Khoa Luật, Đại học Beograd. Sau khi trở thành Chủ tịch Ban Chấp hành Trung ương SKS vào năm 1984, Stambolić bổ nhiệm Milošević làm người kế nhiệm chức vụ trước đây của ông, bất chấp sự phản đối của các quan chức cộng sản lớn tuổi. Milošević sau đó bắt đầu thành lập một nhóm quan chức trung thành với ông.
Trước cuộc bầu cử quốc hội năm 1986, Stambolić tuyên bố sẽ từ chức người đứng đầu SKS. Mặc dù nhận được sự ủng hộ từ 84 hội đồng thành phố của SKS, Milošević vẫn vấp phải sự phản đối mạnh mẽ trong nội bộ đảng. Một số đề xuất chọn một số ứng cử viên trong cuộc bầu cử lãnh đạo đã được đưa ra. Mặc dù vậy, nhóm tổng thống đã bỏ phiếu với tỷ lệ 12–8 để đề xuất Milošević làm ứng cử viên duy nhất cho chức Chủ tịch Ủy ban Trung ương SKS. Milošević được bầu thành công làm chủ tịch SKS vào tháng 5 năm 1986, trong khi Stambolić cũng bắt đầu giữ chức Tổng thống Serbia. Dragiša Pavlović, một người theo chủ nghĩa tự do và là đồng minh của Stambolić, cũng trở thành chủ tịch Ủy ban Thành phố của Liên đoàn những người Cộng sản Beograd.
Milošević đổi sang chủ nghĩa dân túy vào tháng 4 năm 1987. Ông bắt đầu ủng hộ người Serbia ở Kosovo, và trong một lần đến thăm Kosovo, ông đã nói với người Serb rằng "sẽ không ai dám tấn công các bạn" (ne sme niko da vas bije). Trong cùng thời gian đó, ông cũng bắt đầu chỉ trích Stambolić và Pavlović nhiều hơn, đặc biệt là do lập trường ôn hòa của họ đối với Kosovo. Milošević triệu tập một phiên họp Ủy ban Trung ương SKS vào tháng 9 năm 1987. Tại phiên họp, Stambolić cố gắng hòa giải Pavlović và Milošević, nhưng thay vào đó Milošević lại chỉ trích Stambolić và Pavlović. Pavlović và các đồng minh khác của Stambolić sau đó bị cách chức. Một số nhà khoa học chính trị đã mô tả phiên họp này như một cuộc đảo chính. Stambolić bị cô lập sau phiên họp và bị cách chức tổng thống Serbia vào tháng 12 năm 1987. Sau đó ông rút lui khỏi chính trường.
Bắt đầu từ năm 1988, các cuộc biểu tình, được gọi là cuộc cách mạng chống quan liêu, khởi đầu ở Serbia và Montenegro nhằm ủng hộ chương trình tập trung hóa của Milošević. Mặc dù Milošević phủ nhận rằng ông trực tiếp tham gia vào các cuộc biểu tình, trên thực tế ông có liên hệ trực tiếp với bên tổ chức. Ở Montenegro, giới lãnh đạo buộc phải từ chức, và được thay thế bởi phe ủng hộ Milošević, do Momir Bulatović lãnh đạo. Điều này cũng nhanh chóng xảy ra ở Vojvodina và Kosovo. Ở Vojvodina, Mihalj Kertes đặc biệt trở thành một nhân vật nổi bật nhờ tuyên bố của ông: "Làm sao người Serbia các bạn có thể sợ Serbia, khi tôi, một người Hungary, không sợ Serbia?". Liên minh Nhân dân lao động Xã hội chủ nghĩa Nam Tư (SSRNS), một tổ chức bình dân trực thuộc SKS, đề xuất Milošević vào vị trí Tổng thống Cộng hòa XHCN Serbia. Ông được bổ nhiệm thành công vào ngày 8 tháng 5 năm 1989.

### Sửa đổi hiến pháp
Hậu quả của cuộc cách mạng chống quan liêu 1988–1989 là sửa đổi Hiến pháp Nam Tư 1974. Là một phần của hiến pháp năm 1974, Kosovo được trao quyền tự trị toàn diện và quyền bầu cử bình đẳng như sáu nước cộng hòa cấu thành khác. Sau các cuộc biểu tình vào tháng 3 năm 1989, Milošević đề xuất những sửa đổi, và được Quốc hội Cộng hòa Kosovo và Quốc hội Cộng hòa XHCN Serbia chấp thuận. Đề xuất này thu hồi quyền lực mà các tỉnh tự trị Kosovo và Vojvodina nhận được trong hiến pháp năm 1974.

## Hệ thống bầu cử
Vào thời điểm diễn ra cuộc bầu cử năm 1989, hệ thống bầu cử của Serbia tuân theo hiến pháp năm 1974. Thay vì trực tiếp bầu các nghị sĩ quốc hội, người dân bỏ phiếu bầu chọn thành viên của các cơ quan đại biểu. Thành viên của các cơ quan này sau đó bầu ra các đại biểu tham gia Quốc hội Cộng hòa XHCN Serbia. Hệ thống bỏ phiếu rất phức tạp. Nó kết hợp các yếu tố của hệ thống bỏ phiếu đa số trực tiếp, gián tiếp và một người thắng. Những người từ 15 tuổi trở lên có quyền bầu cử, và những người phục vụ trong quân đội vào thời điểm bầu cử có thể bỏ phiếu tại đồn quân sự của họ. Phiếu bầu không hợp lệ được đưa ra từ cuộc bầu cử năm 1989. Phiếu trống hoặc phiếu không xác định được ai bầu cho sẽ bị coi là không hợp lệ.
Quốc hội được chia thành ba hội đồng. Hội đồng Liên đoàn Lao động có 160 đại biểu, còn Hội đồng Thành phố và Hội đồng Chính trị - Xã hội mỗi cơ quan có 90 đại biểu. Sau đó, các đại biểu bầu Tổng thống Cộng hòa XHCN Serbia, Hội đồng Cộng hòa và Tổng thống Cộng hòa Liên bang XHCN Nam Tư. Vào thời điểm diễn ra cuộc bầu cử năm 1989, Serbia vẫn là quốc gia đơn đảng. Nhưng cuộc bầu cử năm 1989 là cuộc bầu cử trực tiếp đầu tiên được tổ chức kể từ sau Chiến tranh thế giới thứ hai.
Cuộc bầu cử quốc hội được tiến hành trong ba ngày riêng biệt: 10, 12 và 30 tháng 11 năm 1989. Bầu cử địa phương được tiến hành cùng ngày với bầu cử quốc hội. Cuộc bầu cử tổng thống chỉ được tổ chức vào ngày 12 tháng 11. Các điểm bỏ phiếu được mở từ 07:00 (UTC+01:00) đến 19:00.

### Đảng phái chính trị
Bảng dưới đây liệt kê các đảng phái chính trị có trong Quốc hội Cộng hòa XHCN Serbia sau cuộc bầu cử quốc hội năm 1986. Hội đồng Liên đoàn Lao động có 148 đại biểu SKS, Hội đồng Thành phố có 88 và Hội đồng Chính trị - Xã hội có 87. Hầu hết các đại biểu đều từ 50 tuổi trở xuống.
| Đảng phái | Đảng phái                             | Lãnh đạo       | Kết quả năm 1986 | Kết quả năm 1986 |
| Đảng phái | Đảng phái                             | Lãnh đạo       | Số ghế           |                  |
| --------- | ------------------------------------- | -------------- | ---------------- | ---------------- |
|           | Liên đoàn những người Cộng sản Serbia | Ivan Stambolić | 323 / 340        |                  |
|           | Độc lập                               | –              | 17 / 340         |                  |

## Diễn biến
Sau khi Milošević được bổ nhiệm làm Tổng thống Cộng hòa XHCN Serbia, các cuộc bầu cử được tiến hành nhằm bác bỏ mọi nguy cơ chỉ trích về việc liệu việc bổ nhiệm Milošević có phải là "mong muốn của người dân" (želja čitavog naroda) hay không. Do đó, cuộc bầu cử tổng thống được coi là một cuộc trưng cầu dân ý về việc liệu Milošević có nên giữ chức tổng thống hay không. SKS tuyên bố rằng "cuộc bầu cử này sẽ cho thấy rằng chúng ta tin tưởng vào các chính sách của ban lãnh đạo của chúng ta" (izbori treba da pokažu da verujemo u politiku svog rukovodstva). Vào thời điểm bầu cử, Bogdan Trifunović là Chủ tịch Ủy ban Trung ương SKS. Hơn 10.000 hội nghị đại biểu đã được tổ chức ở Serbia, như một phần của chiến dịch trước bầu cử. Có 19.478 cơ quan đại biểu với tổng số 346.518 thành viên.

### Các ứng cử viên tổng thống
Tại phiên họp SSRNS ngày 1 tháng 11 năm 1989, Milošević chính thức được đề cử làm ứng cử viên tổng thống. Để cuộc bầu cử tổng thống danh chính ngôn thuận được cho là mang tính dân chủ,  SSRNS đã đề cử nhiều ứng cử viên khác. Tuy nhiên, ban đầu không có ứng cử viên nào muốn mạo hiểm tranh cử với Milošević. SSRNS sau đó đề xuất bốn ứng cử viên cuối cùng, đó là Milošević, Kertes, và các giáo sư Zoran Pjanić và Miroslav Đorđević.

## Kết quả
Theo báo cáo của Politika tháng 11 năm 1989, 14.855 điểm bỏ phiếu đã được mở trong cuộc bầu cử. Kết quả bầu cử được công bố vào ngày 20 tháng 11, tám ngày sau khi cuộc bầu cử được tổ chức.

### Bầu cử tổng thống
Bắt đầu từ ngày 13 tháng 11, Đài Phát thanh - Truyền hình Serbia và Politika báo cáo số lượng cử tri đi bỏ phiếu và kết quả. Có thông tin cho rằng 99% cử tri Kuršumlija bỏ phiếu cho Milošević, và ở một số ngôi làng thuộc khu tự quản Kraljevo, Milošević giành được tất cả phiếu bầu.  Kết quả tương tự cũng được báo cáo ở Kačanik. Trong khi đó, ở Vučitrn, Kertes giành được đa số phiếu bầu. Ở vùng Sandžak, Milošević giành được đa số phiếu bầu. Tỷ lệ cử tri đi bỏ phiếu sau đó được báo cáo là 83%, và Milošević đã giành được 80% tổng số phiếu bầu. Milošević giành được đa số phiếu bầu ở Trung Serbia, theo sau là Vojvodina. Ở Kosovo, ông chỉ giành được 25% số phiếu phổ thông. Ở Beograd, Milošević giành được 93% số phiếu phổ thông. Pjanić đứng thứ hai với 4%, Kertes thứ ba với 3,3% và Đorđević thứ tư với 2,7%. Tỷ lệ cử tri đi bỏ phiếu ở Beograd là 80,3%.
| Ứng cử viên                          | Ứng cử viên                 | Đảng                                  | Phiếu bầu | %      |
| ------------------------------------ | --------------------------- | ------------------------------------- | --------- | ------ |
|                                      | Slobodan Milošević          | Liên đoàn những người Cộng sản Serbia | 4.452.312 | 80.36  |
|                                      | Mihalj Kertes               | Liên đoàn những người Cộng sản Serbia | 480.924   | 8.68   |
|                                      | Zoran Pjanić                | Liên đoàn những người Cộng sản Serbia | 404.853   | 7.31   |
|                                      | Miroslav Đorđević           | Liên đoàn những người Cộng sản Serbia | 202.627   | 3.66   |
| Tổng cộng                            | Tổng cộng                   | Tổng cộng                             | 5.540.716 | 100.00 |
|                                      |                             |                                       |           |        |
| Tổng cộng phiếu bầu                  | Tổng cộng phiếu bầu         | Tổng cộng phiếu bầu                   | 5.540.716 | –      |
| Cử tri phiếu bầu đã đăng ký          | Cử tri phiếu bầu đã đăng ký | Cử tri phiếu bầu đã đăng ký           | 6.631.839 | 83.55  |
| Nguồn: Republic Electoral Commission |                             |                                       |           |        |

### Bầu cử quốc hội
Đối với cuộc bầu cử quốc hội, tổng cộng có 6.640.675 cử tri có quyền bầu cử. Trong đó, 82% cử tri đã tham gia bầu cử. Kết quả, SKS giành được 303 ghế trong Quốc hội Cộng hòa XHCN Serbia, giảm 20 ghế so với cuộc bầu cử quốc hội năm 1986. 37 đại biểu trong số những người ngoài SKS đã được bầu chọn trong cuộc bầu cử. Hội đồng Liên đoàn Lao động có 134 đại biểu SKS được bầu, Hội đồng Thành phố có 84 đại biểu SKS và Hội đồng Chính trị - Xã hội có 85 đại biểu SKS.
|                                      |                                       |           |       |     |     |
| Đảng                                 | Đảng                                  | Phiếu bầu | %     | Ghế | +/– |
|                                      | Liên đoàn những người Cộng sản Serbia |           |       | 303 | –20 |
|                                      | Độc lập                               |           |       | 37  | +20 |
| Tổng cộng                            | Tổng cộng                             |           |       | 340 | 0   |
|                                      |                                       |           |       |     |     |
| Tổng cộng phiếu bầu                  | Tổng cộng phiếu bầu                   | 5.468.717 | –     |     |     |
| Cử tri phiếu bầu đã đăng ký          | Cử tri phiếu bầu đã đăng ký           | 6.640.675 | 82.35 |     |     |
| Nguồn: Republic Bureau of Statistics |                                       |           |       |     |     |

## Sau tổng tuyển cử

### Lãnh đạo quốc hội
Quốc hội Cộng hòa XHCN Serbia được thành lập vào ngày 5 tháng 12 năm 1989. Zoran Sokolović được bầu làm Chủ tịch Quốc hội. Vukašin Jokanović, Slobodan Janjić và Đorđe Šćepančević được bầu làm Phó chủ tịch Quốc hội. Stanko Radmilović, một người trung thành với Milošević, được bầu làm thủ tướng Serbia. Ngày 6 tháng 12, Quốc hội Cộng hòa XHCN Serbia chính thức tuyên bố Milošević là tổng thống.

### Giải thể SKJ

Liên đoàn những người Cộng sản Nam Tư (logo ở trên) giải thể sau Đại hội lần thứ 14

Milošević đề xuất cải cách Quốc hội Liên bang Nam Tư vào năm 1989. Những đề xuất này bị Liên đoàn những người Cộng sản Slovenia phản đối, khi tổ chức này vốn ủng hộ giữ nguyên cơ cấu phù hợp với hiến pháp năm 1974. Do xảy ra tranh chấp, đại hội bất thường đầu tiên và duy nhất được tổ chức vào năm 1990. Đại hội lần thứ 14 được tổ chức tại Sava Centar, Beograd, vào ngày 20–23 tháng 1 năm 1990. Đại hội do Milan Pančevski chủ trì, và có hơn 1.600 đại biểu tham dự từ tất cả sáu nước cộng hòa cấu thành và hai tỉnh tự trị.
Đại hội bắt đầu bằng cuộc tranh luận giữa Borut Pahor và Milomir Minić, và sau đó tiếp tục với việc Milan Kučan cho biết Slovenia bác bỏ các chính sách tập trung hóa do Serbia đề xuất. Ciril Ribičič và phái đoàn Slovenia bày tỏ sự thất vọng với phiên họp toàn thể đầu tiên của Đại hội lần thứ 14. Trưởng phái đoàn Serbia, Milošević, đề xuất hệ thống "một người-một phiếu bầu", nhưng điều này cũng bị phái đoàn Slovenia phản đối. Thay vào đó, họ ủng hộ tái thiết SKJ và Nam Tư thành một hệ thống bang liên. Với sự ủng hộ của các đại biểu Kosovo, Vojvodina, Montenegro và Quân đội Nhân dân Nam Tư, mọi đề xuất của phái đoàn Slovenia và Bosnia đều bị bác bỏ, trong khi đề xuất của Serbia được chấp thuận.
Tại phiên họp toàn thể thứ hai, phái đoàn Slovenia rời Quốc hội, tuyên bố rằng họ không muốn chịu trách nhiệm "về nỗi thống khổ của Quốc hội Nam Tư về áp đặt ý chí hiện tại, và những người chịu những áp đặt đó đang lãnh đạo nó" (ne žele biti suodgovorni za agoniju SK Jugoslavije u koju je vode sadašnja nametanja volje i nosioci tih nametanja). Mặc dù Milošević muốn tiếp tục đại hội mà không có phái đoàn Slovenia, phái đoàn Croatia, do Ivica Račan dẫn đầu, phản đối điều này. Phái đoàn Croatia, cùng với các phái đoàn Macedonia, Bosnia và Herzegovinian, rời đại hội ngay sau đó. Pančevski hoãn phiên họp đến 3 giờ sáng ngày 23 tháng 1. Ngày 23 tháng 1, phần còn lại trong đề xuất của Serbia đã được chấp nhận. Phiên họp toàn thể lần thứ 3 của Đại hội 14 không bao giờ diễn ra, và SKJ chính thức giải thể.

### Trưng cầu dân ý về hiến pháp năm 1990
Trong khi Serbia vẫn còn là một quốc gia đơn đảng, một cuộc trưng cầu dân ý được tổ chức vào tháng 7 năm 1990 về việc nên thông qua hiến pháp mới hay nên tổ chức bầu cử đa đảng trước. Đa số cử tri đã bỏ phiếu ủng hộ việc thông qua hiến pháp mới, mặc dù người Albania ở Kosovo tẩy chay cuộc trưng cầu dân ý. Hiến pháp được thông qua vào tháng 9 năm 1990. Cuộc bầu cử đa đảng đầu tiên được tổ chức vào tháng 12 năm 1990.
Theo hiến pháp năm 1990, các tỉnh tự trị Kosovo và Vojvodina lần lượt đổi tên thành Tỉnh tự trị Kosovo và Metohija và Tỉnh tự trị Vojvodina, trong khi Cộng hòa XHCN Serbia đổi tên thành Cộng hòa Serbia. Quyền lực của các tỉnh bị giảm đi rất nhiều. Hệ thống bầu cử của Serbia cũng được thay đổi: hệ thống đại biểu bị bãi bỏ, Quốc hội Cộng hòa XHCN Serbia được đổi tên thành Quốc hội (National Assembly), và số ghế giảm xuống còn 250. Chủ tịch Quốc hội cũng là người sắp xếp các cuộc bầu cử quốc hội và tổng thống.
Serbia cũng trở thành một quốc gia đa đảng, nghĩa là theo Luật Tổ chức chính trị, các đảng phái chính trị có thể đăng ký tham gia các cuộc bầu cử trong tương lai. SKS sáp nhập với SSRNS thành Đảng Xã hội chủ nghĩa Serbia (SPS), trong khi các đảng đối lập như Đảng Dân chủ, Phong trào Đổi mới Serbia (SPO), Đảng Nhân dân Cấp tiến và Đảng Tá điền Nhân dân (NSS) cũng đăng ký trở thành đảng phái chính trị.